# 朱照宏
朱照宏（1928年—），男，江苏无锡人，中国道路工程专家，曾任同济大学路桥系主任、教授、博士生导师。